# Beregpapfalva
Beregpapfalva (ukránul: Ділок [Gyilok]) falu Ukrajnában, Kárpátalján, a Munkácsi járásban.

## Fekvése
Munkácstól keletre, Bábakút és Németkucsova közt fekvő település.

## Története
1910-ben 443 lakosából 20 magyar, 8 német, 415 ruszin volt. Ebből 8 római katolikus, 413 görögkatolikus, 22 izraelita volt.
A trianoni békeszerződés előtt Bereg vármegye Felvidéki járásához tartozott.